# Vithoba

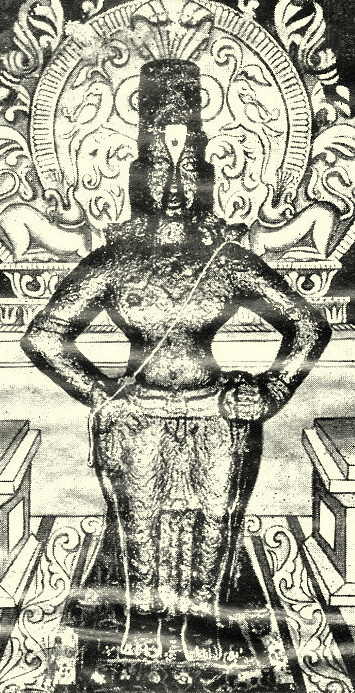
Une image pieuse de la murti (dite Syambhu Vithoba) de Vithoba dans son sanctuaire de Pandharpur.

Vithoba (en marathi : विठोबा, en kannada : ವಿಠೋಬಾ, en télougou : విఠోబా, en tamoul : விதோபர்), également appelée Vitthala ou Panduranga, est une divinité hindoue principalement vénérée en Inde du Sud, essentiellement dans les états du Maharashtra et du Karnataka, et à une moindre mesure en Andhra Pradesh, à Goa, au Télangana et au Tamil Nadu. 
Son temple principal se trouve dans le Maharashtra à Pandharpur, sur les rives du Bhima ou Chandrabhaga. Elle est localement considérée comme un avatar de Vishnou, et fait l'objet d'adoration particulière parmi la secte vishnouïte des Haridasa et dans le culte Varkari, ce dernier considérant même la divinité comme unique dieu.
Le culte de Vithoba donne lieu à un pèlerinage annuel très important au Maharashtra et dans le Deccan, connu comme le Pandharpur Vari ou Wari. Il a lieu durant le mois d'Ashadha (juin-juillet dans le calendrier grégorien), et draine des cohortes de Palkhi vers Pandharpur, c'est-à-dire des processions de palanquins conduits par les groupes de dévots, ornés de représentations ou de symboles liés au culte la divinité. Les routes de pèlerinage des palkhis suivent les itinéraires de voyage de quelques grands saints (les sants) contemplateurs de Vitthala, à partir des localités qui leur sont associés. Les palkhis majeurs sont ceux de Dnyaneshwar, en partance d'Alandi, et de Toukârâm, qui est originaire de Dehu. 

## Iconographie

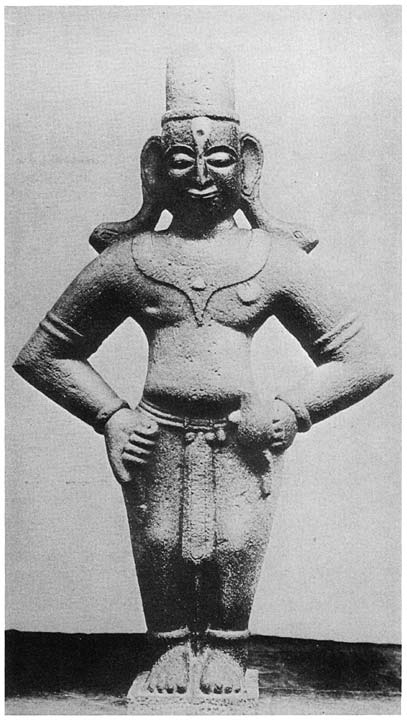
Statue de Vithoba (dite Takpithya Vithoba).
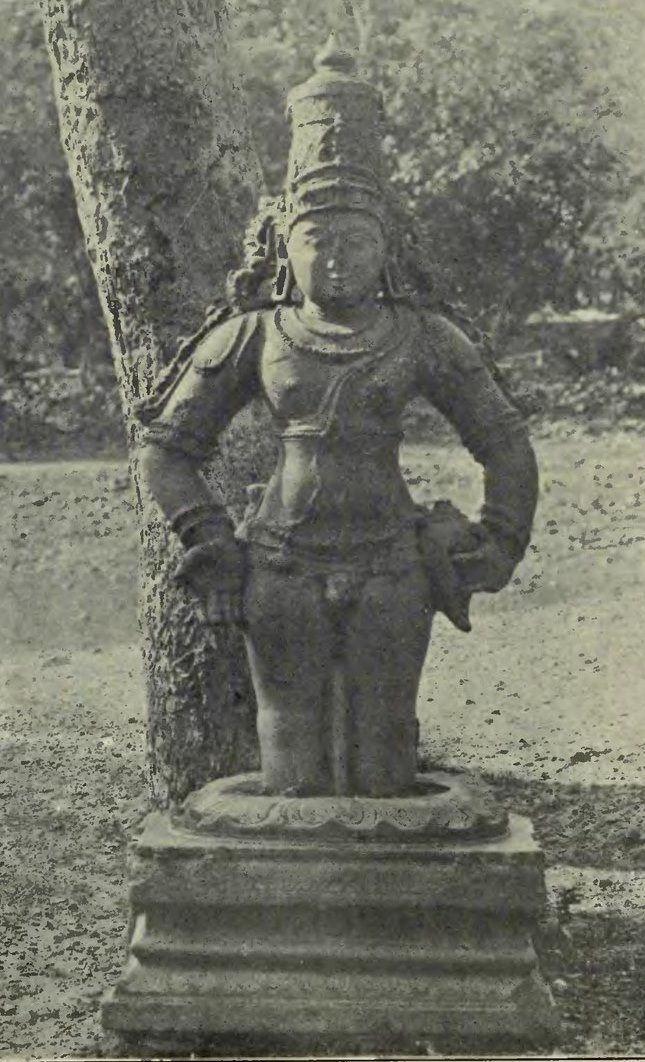
Statue de Panduranga localisée à Tirupati.
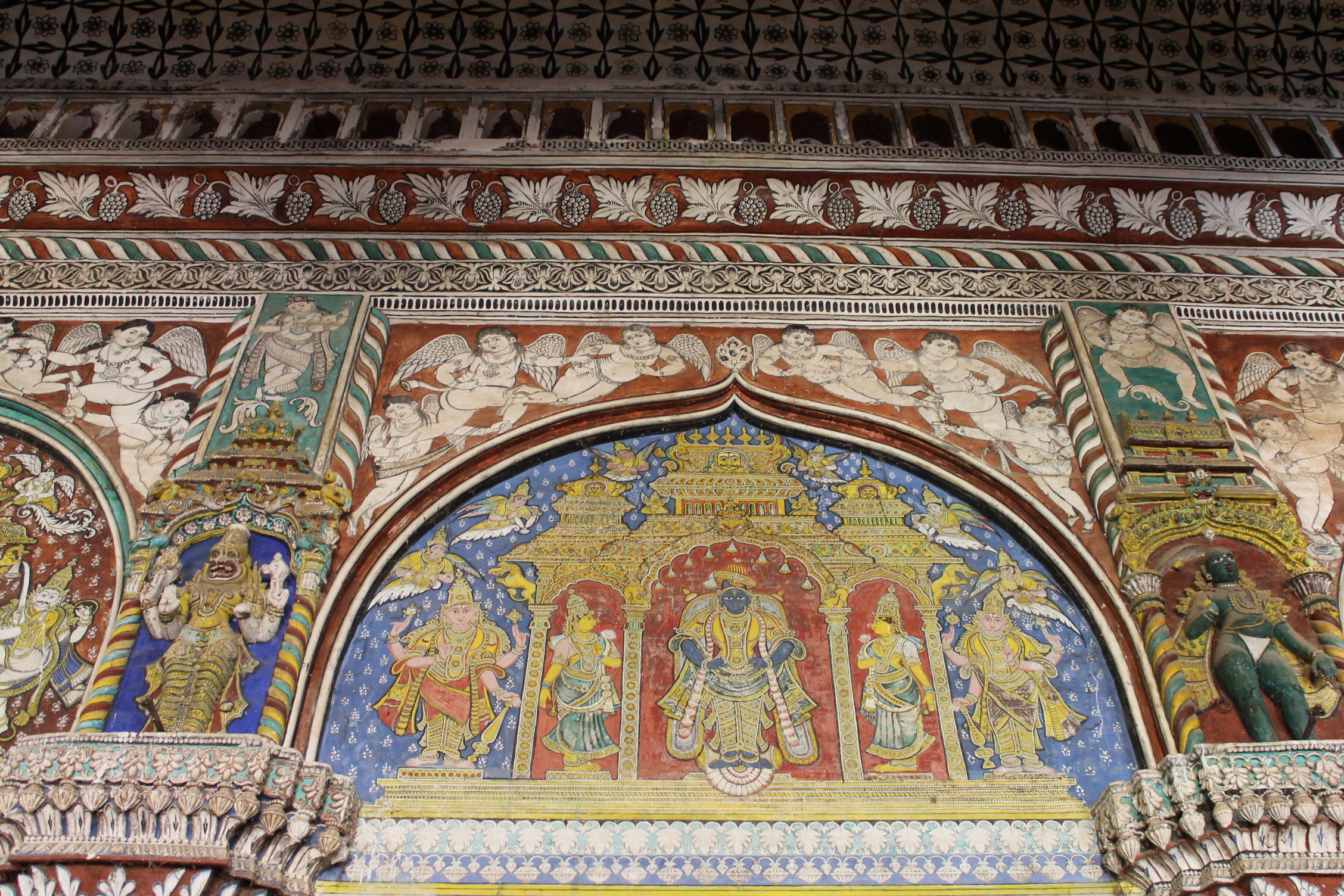
Vitthala surmontant le trône. Fresque de la période marathe (entre le XVIIe siècle et le XIXe siècle) peinte dans la salle du darbâr au Palais de Tanjore.
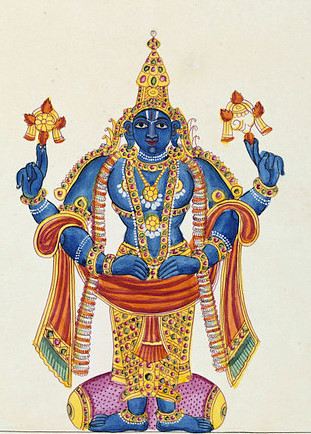
Vishnou sous la forme de Panduranga. Peinture Company Style de l'École de Trichinopoly, réalisée entre 1820 et 1825.
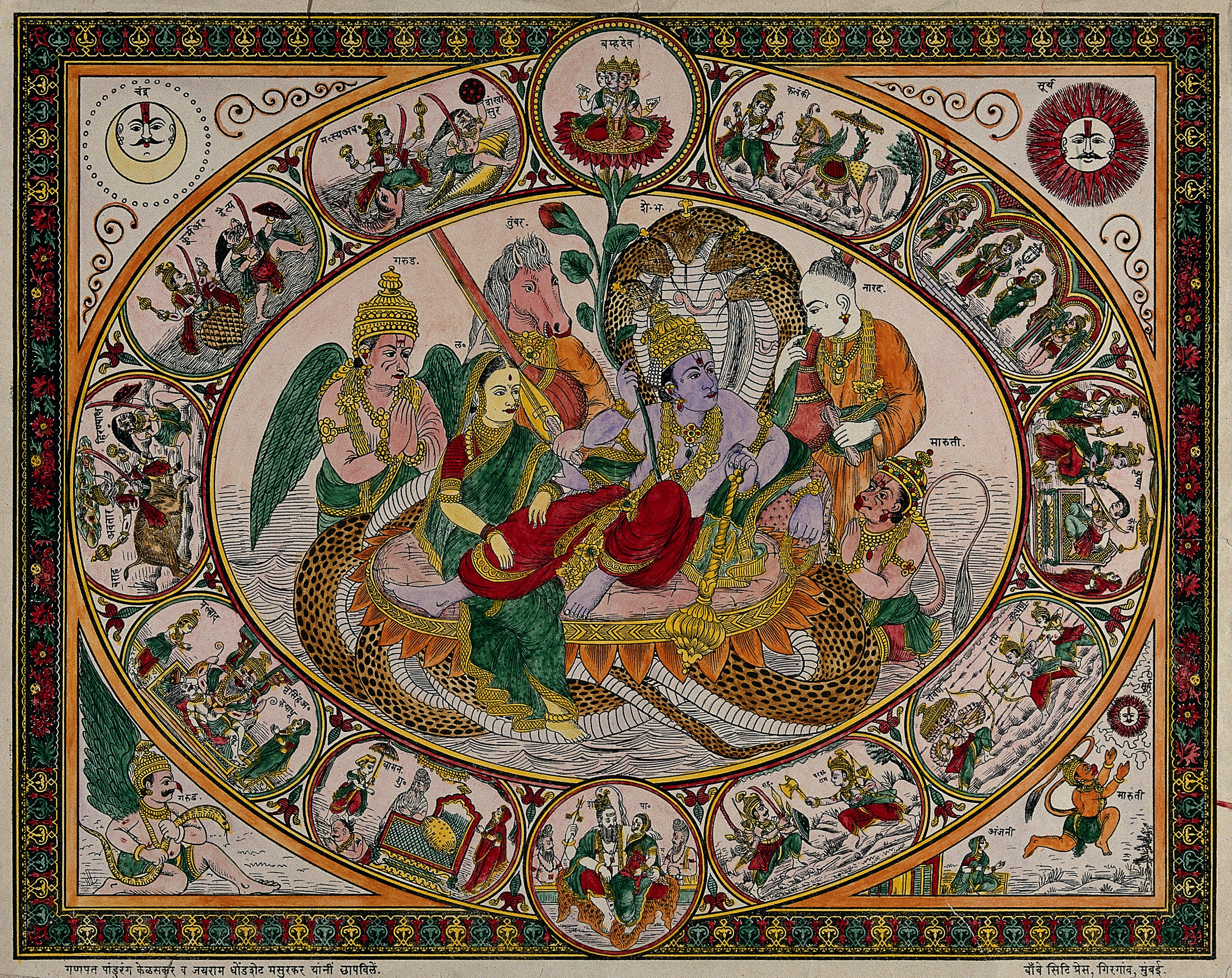
Lithographie réalisée à Bombay, présentant Narayan dans l'Océan de lait. La représentation est encerclée par l'illustration des Dix Avatars, qui incluent ici (haut-droite) Vithoba et sa parèdre Rakumai.
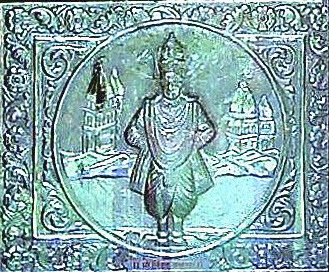
Vithoba sur une porte métallique ornée des Dix Avatars, au temple de Balaji à Cuncoliem (Goa).
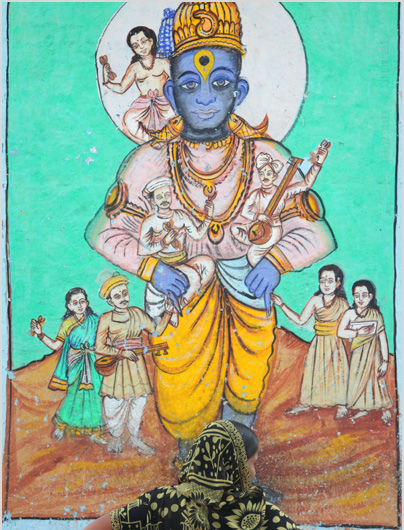
Fresque contemporaine à Pandharpur, de Vithoba entouré des Warkaris, ses saints-poètes et dévots.